# Décima Terceira Emenda à Constituição dos Estados Unidos
A Décima Terceira Emenda à Constituição dos Estados Unidos (em inglês: The Thirteenth Amendment to the United States Constitution) aboliu oficialmente, em território americano, a escravidão e a servidão involuntária - essa última mantida apenas como punição por um crime. A emenda foi aprovada pelo Senado, em 8 de abril de 1864, enquanto a Câmara dos Representantes aprovou-a em 31 de janeiro de 1865. A emenda foi adotada formalmente em 6 de dezembro de 1865. O anúncio foi feito pelo secretário de Estado William H. Seward, em 18 de dezembro, quando o Presidente dos Estados Unidos era Abraham Lincoln.
Foi a primeira das emendas da Reconstrução

A emenda está assim redigida:
"Emenda XIII
'Seção 1'
Não haverá, nos Estados Unidos ou em qualquer lugar sujeito a sua jurisdição, nem escravidão, nem trabalhos forçados, salvo como punição de um crime pelo qual o réu tenha sido devidamente condenado.
'Seção 2'

O Congresso terá competência para fazer executar este artigo por meio das leis necessárias".